# 年龄越轨
年龄越轨，指的是破坏一个群体或者社会对某段年龄人群的年龄规范的行为。是社会学讨论的越轨行为的一种，但需与一般意义上关于爱情和婚姻的越轨严格区分。年龄越轨所涵盖的概念是对于自身年龄角色定位的破坏。